# Käärmesaari (ö i Södra Savolax, Pieksämäki)
Käärmesaari är en ö i Finland. Den ligger i sjön Haapajärvi och i kommunen Pieksämäki i den ekonomiska regionen  Pieksämäki ekonomiska region  och landskapet Södra Savolax, i den centrala delen av landet, 280 km norr om huvudstaden Helsingfors. Öns area är 0,3 hektar och dess största längd är 90 meter i nord-sydlig riktning.